# Lada

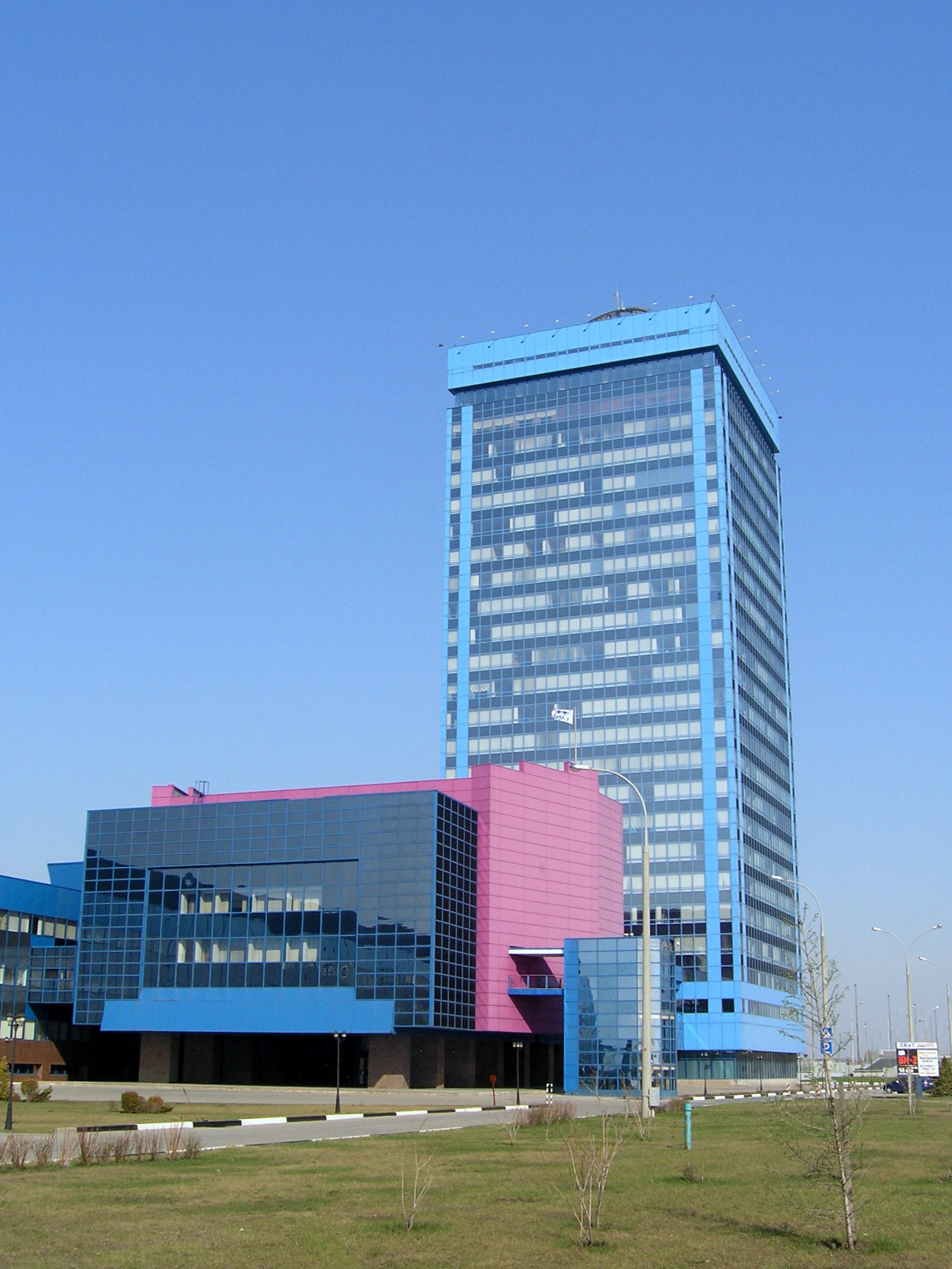
Sede da empresa

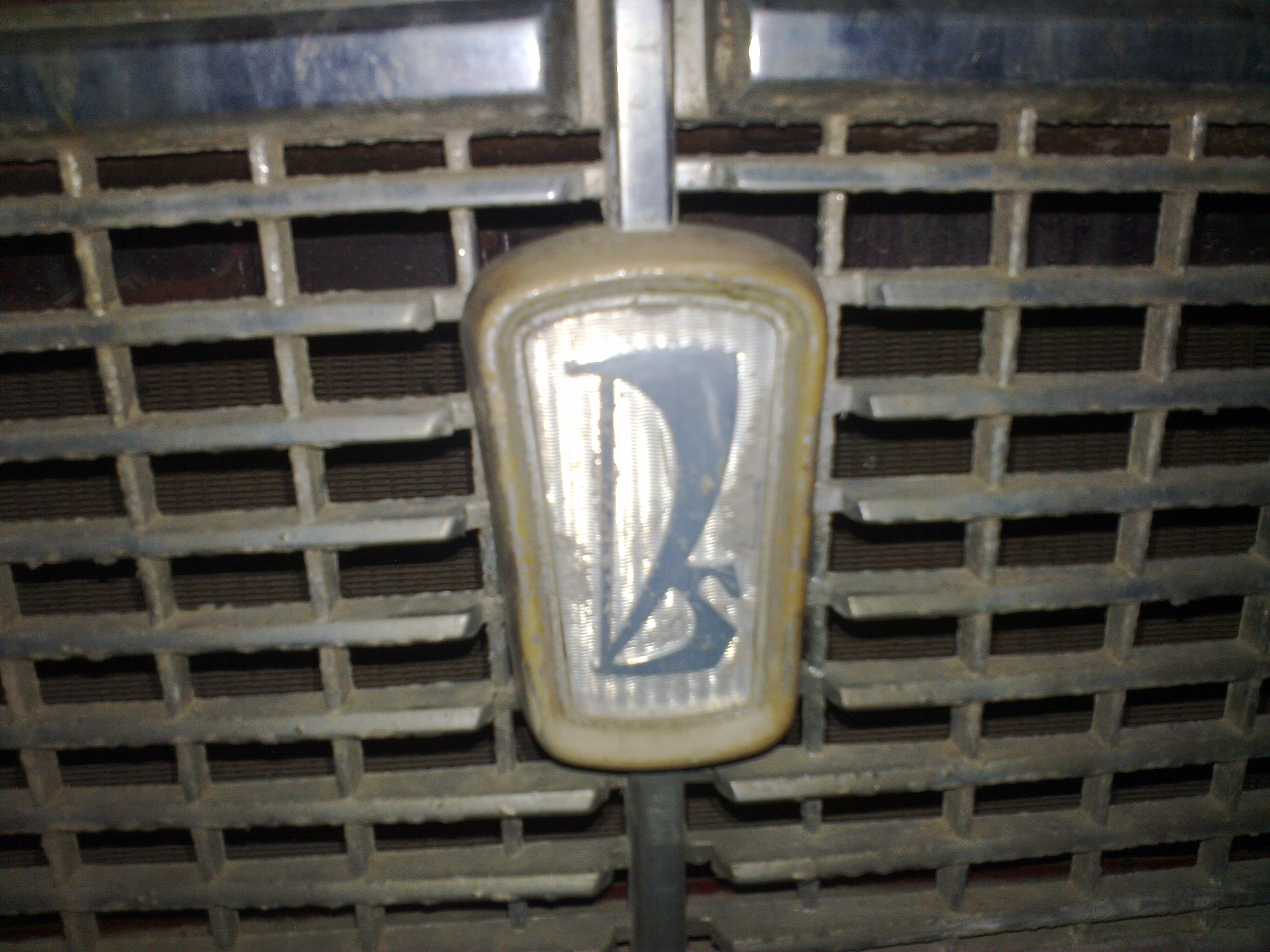
Emblema utilizado no Lada 2105 ou Riva/Laika e Lada Samara.

Lada é uma marca de automóveis de propriedade da AvtoVAZ, uma montadora de automóveis russa sediada em Togliatti.  
AvtoVAZ vem da sigla VAZ, uma sigla para "Volzhsky Avtomobilny Zavod" (traliteração do russo), que significa "Fábrica de Automóveis de Volga".  O nome Lada substituiu o original "Zhiguli", cuja fonética semelhante com "Gigolo" acabou por prejudicar as exportações. A marca ficou famosa no leste da Europa com o Lada 2105 Laika/Riva, carro econômico vendido em grandes quantidades durante os anos de 1980-90, e até hoje um dos modelos com mais tempo em produção. No entanto, modelos subsequentes não conseguiram o mesmo sucesso.

A empresa nasceu de uma parecia entre a Fiat e o Governo da União Soviética, sendo o primeiro carro foi uma adaptação robusta do modelo Fiat 124, conhecida como Lada 2105, no Brasil vendido como laika. Já teve um acordo de cooperação semelhante a uma emprendimento conjunto com a GM (General Motors - Alemanha), da qual recebeu investimentos para tirar do papel o novo Niva (VAZ 2123), que foi montado nas dependências da Avtovaz, saindo da linha de montagem com o emblema da Chevrolet. Atualmente, o nome Niva pertence à GM e o antigo Niva (VAZ 2121) passou a ser chamado de Lada 4x4. As cooperações internacionais ajudaram a fábrica russa ter um produto novo e de qualidade, como também lhe deu fôlego para projetar no mercado um novo veículo, o Lada Kalina, nas versões hatch, sedan e station wagon, de beleza externa e interna à altura de seus similares de outras marcas internacionais.

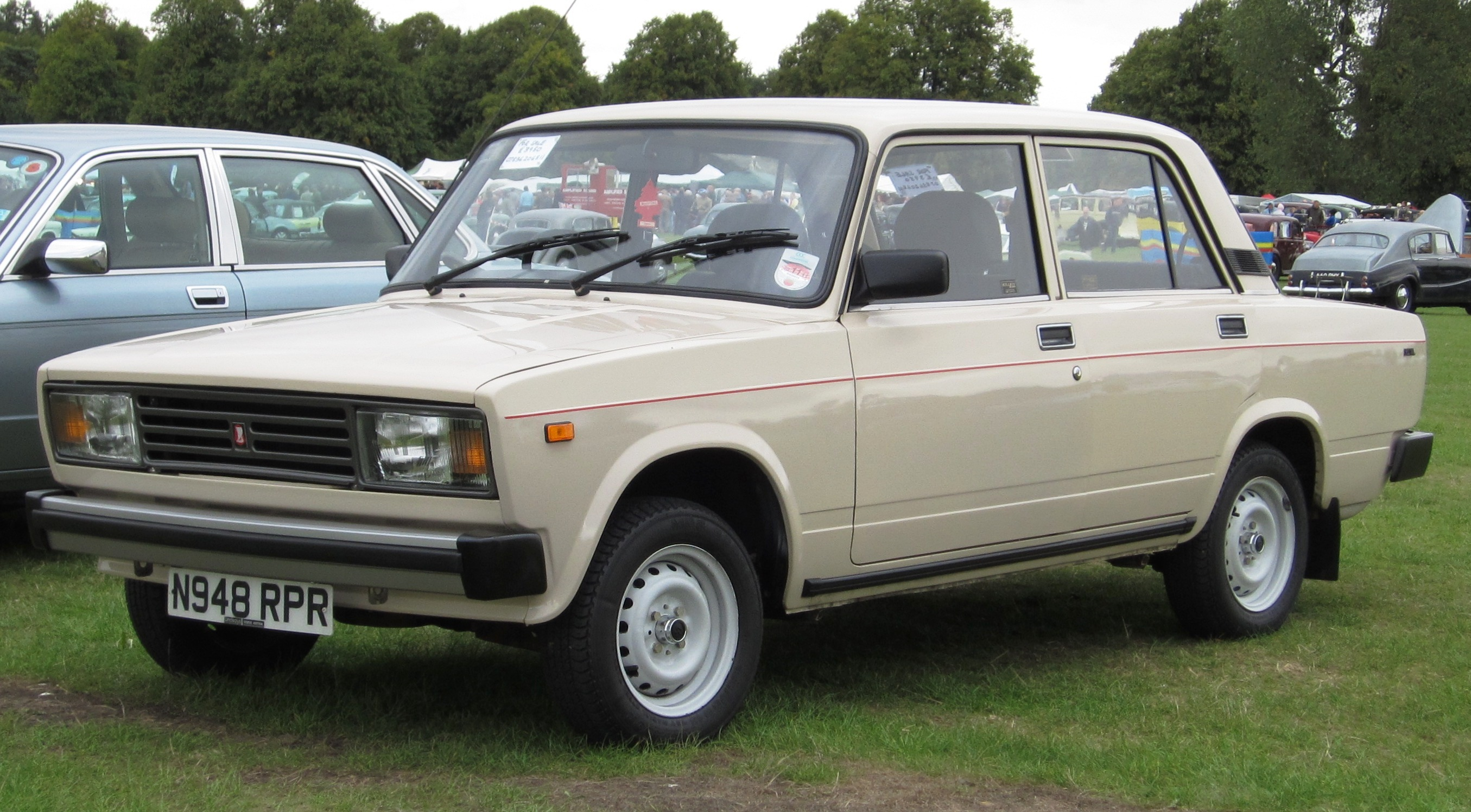
Lada 2105 Laika (Brasil) Riva (Europa ocidental).

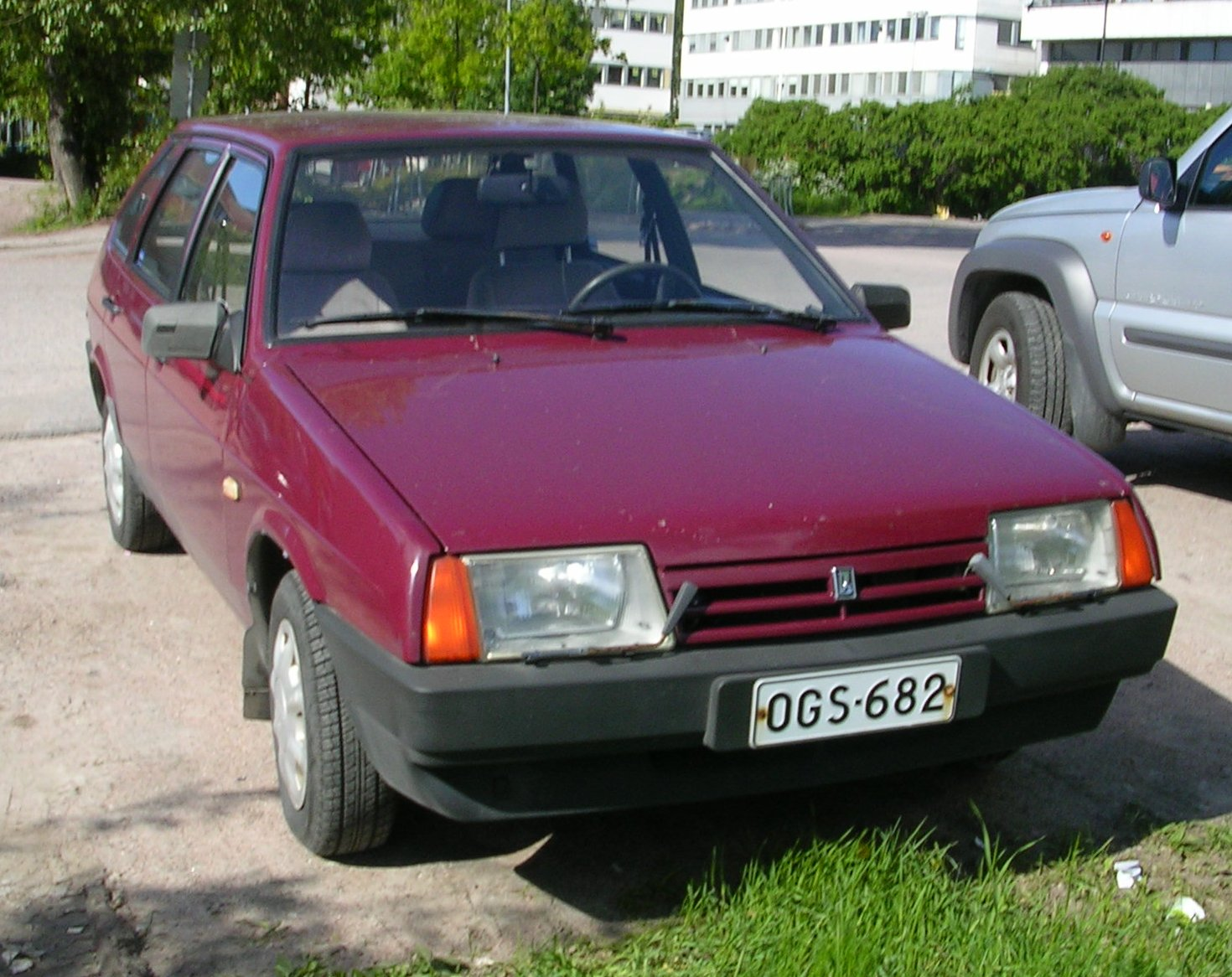
Lada Samara

Atualmente, a empresa produz o Granta, sedan projetado em parceria com a Renault, que é parcialmente dona e controladora da AvtoVAZ; o Vesta, sedan com linhas arrojadas e modernas desenhado por Steve Mattin, atual designer da marca; o Priora, sedan de pequeno porte lançado em 2007; o Kalina, com as variações sedan, hatch  e station wagon; o antigo 4x4, mais conhecido como Niva, que esteve presente no Brasil nos anos 90; o Largus, versão station wagon do nosso Renault Logan de primeira geração e o recém lançado X-Ray, também desenhado por Steve Mattin, com porte do nosso atual Renault Sandero.

## Mercados

### Brasil

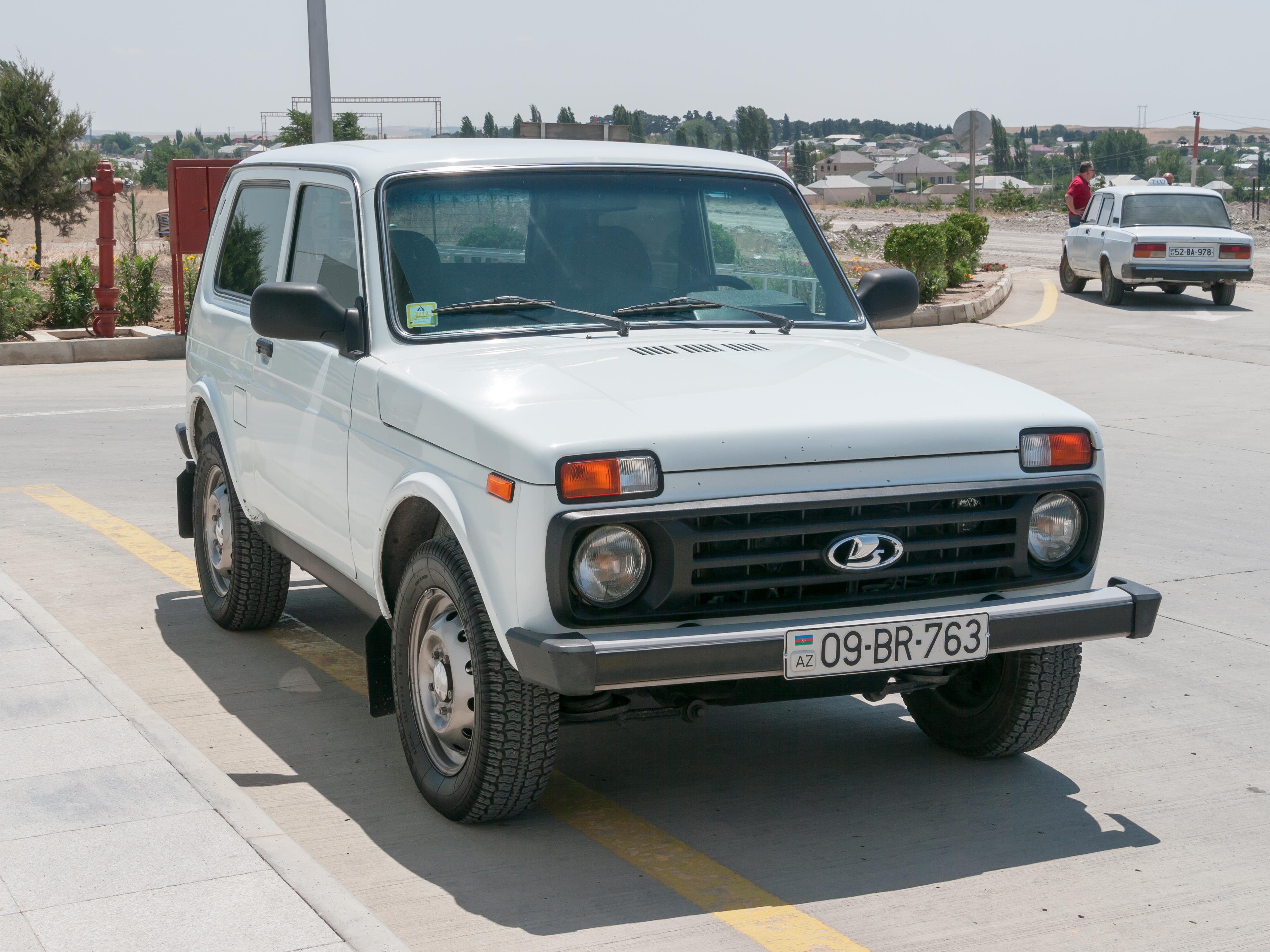
Lada Niva

Com a abertura da importação pelo então Presidente Fernando Collor de Mello, em 1990 o Brasil começou a importar da União Soviética os seguintes modelos:
- VAZ-2105 (Laika)
- VAZ-2104 (Laika Station Wagon)
- VAZ-2108 (Samara de 3 portas)
- VAZ-2109 (Samara de 5 portas)
- VAZ-2121 (Niva)

### Início
Os seis anos (1990-1995) de sobrevivência da marca no Brasil foram de relativo sucesso em razão do baixo preço, manutenção barata e da carroceria funcional que se destacou principalmente entre os táxis. Ao todo, de 1990 a 1995, foram vendidos cerca de 35.000 exemplares no Brasil,
Entre os motivos do fracasso da empresa está o design dos carros, considerado ultrapassado para a década de 90 e pouco aceito pelos consumidores brasileiros. Mesmo pelo fato dos carros serem ultrapassados, não deixavam de ser resistentes, baratos (cerca de R$ 17.850 para um Lada Laika 2105 em preço atual) e relativamente apropriados para a condição das estradas brasileiras. Esses atributos, porém, não foram suficientes para manter a marca Lada presente no Brasil. O golpe fatal veio com alteração na cobrança do imposto de importação de automóveis em 1994 durante o Governo Itamar Franco, editada pelo então Ministro da Fazenda, Ciro Gomes, e que prejudicou empresas que não tinham fábricas no país.
Mesmo possuindo carros bem resistentes para o Brasil, os Lada sofriam pela má tropicalização dos carburadores que não vinham adaptados à gasolina com álcool vendida no Brasil. Críticas ao serviço de revenda e assistência técnica também eram muito presentes. Por conta desse contexto, diversos Ladas brasileiros possuem adaptações de carburador e outras peças difíceis de achar em mercado brasileiro.
O VAZ-2107 (versão avançada do VAZ-2105, lançada em 1982 e não vendida no Brasil) saiu de linha da Rússia no primeiro semestre de 2012. Durante todo o período de produção, o Laika permaneceu com pequenas mudanças de design. Ao todo foram mais de 6.000.000 milhões de Laika fabricados e vendidos na Rússia. Ainda hoje o Niva também é fabricado com design semelhante e algumas melhorias, como a injeção eletrônica que também esteve presente no VAZ-2107.
Em alguns países da América do Sul, como Venezuela, Paraguai, Equador e Colômbia, ainda é possível encontrar revendedoras da Lada.

## Modelos

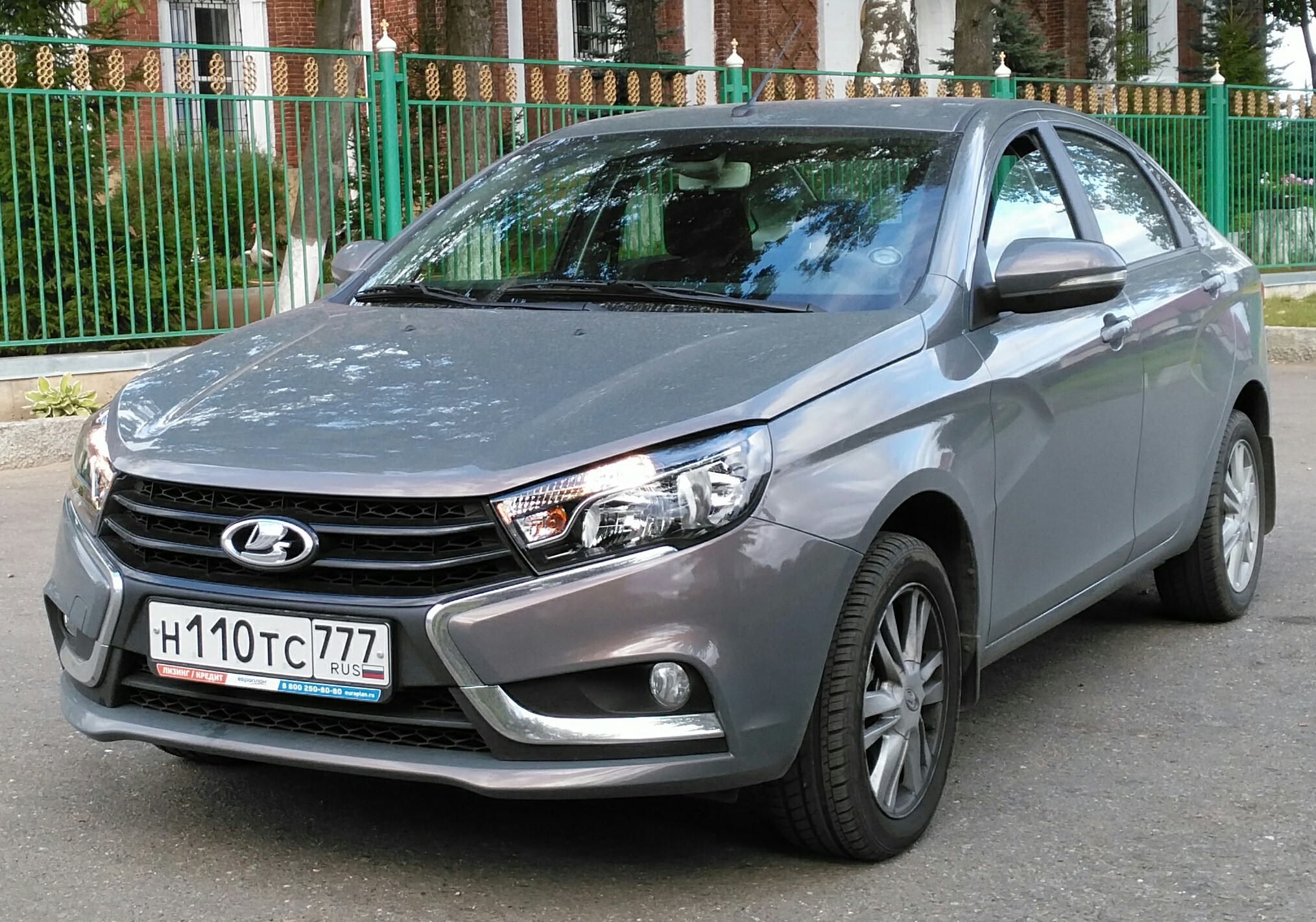
Lada Vesta.

- Zhiguli (VAZ-2101 - popularmente chamado também de Kopeika, VAZ-2102, VAZ-2103, VAZ-2106)
- Laika (Brasil), Riva (Europa Ocidental), Zhiguli (Rússia), Signet (Canadá) (VAZ 2105, 2107) (1980-2012)
- Laika Station Wagon (Brasil), Riva (Europa Ocidental), Zhiguli (Rússia), Signet (Canadá) (VAZ 2104) (1980-2012)
- Niva (VAZ-2121) (1977-presente)
- Samara (VAZ-2108, VAZ-2109) (1984-2004)
- 110, 111, 112, 113, 114, 115
- Kalina (2004-presente)
- Oka (1995-2002)
- Lada Granta
- Lada Vesta
- Lada Priora
- Lada Largus
- Lada XRAY